# Zandhalmuiltje
Het zandhalmuiltje (Mesoligia furuncula) is een nachtvlinder uit de familie Noctuidae, de uilen. De voorvleugellengte bedraagt tussen de 10 en 12 millimeter. De soort komt verspreid over Europa voor. Hij overwintert als rups.

## Waardplanten
Het zandhalmuiltje heeft als waardplanten allerlei grassen, zoals ruig schapengras, zinkschapengras, ruwe smele en glanshaver.

## Voorkomen in Nederland en België
Het zandhalmuiltje is in Nederland en België een algemene soort, die verspreid over het hele gebied kan worden gezien. De vlinder kent één jaarlijkse generatie die vliegt van eind juni tot halverwege september.